# Zbigniew Kiliński

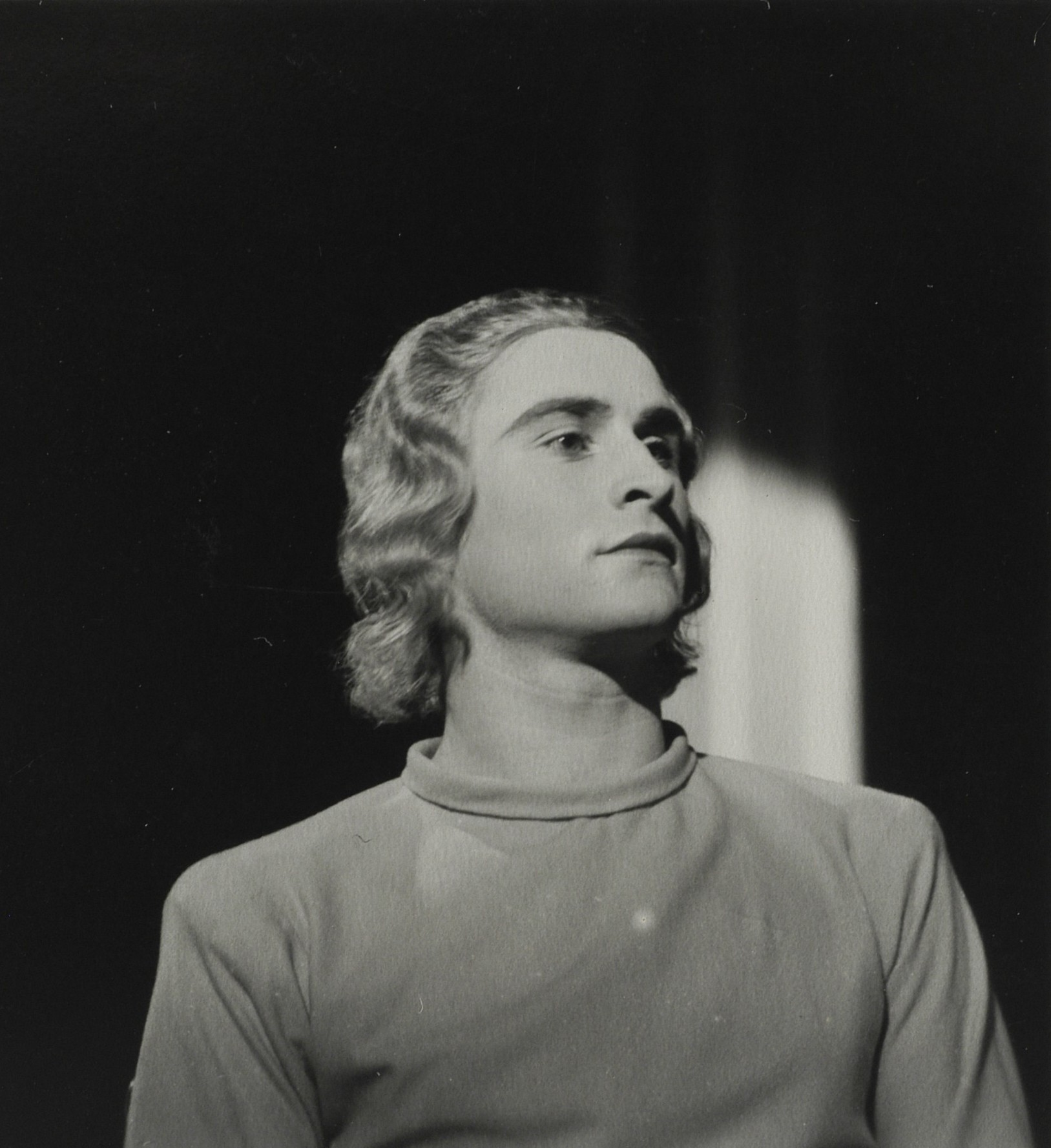
Zbigniew Kiliński w balecie Koncert e-moll Fryderyka Chopina (ok. 1937).

Zbigniew Kiliński (ur. 6 sierpnia 1919 w Warszawie, zm. 13 grudnia 1993 tamże) – polski tancerz, choreograf.

## Życiorys

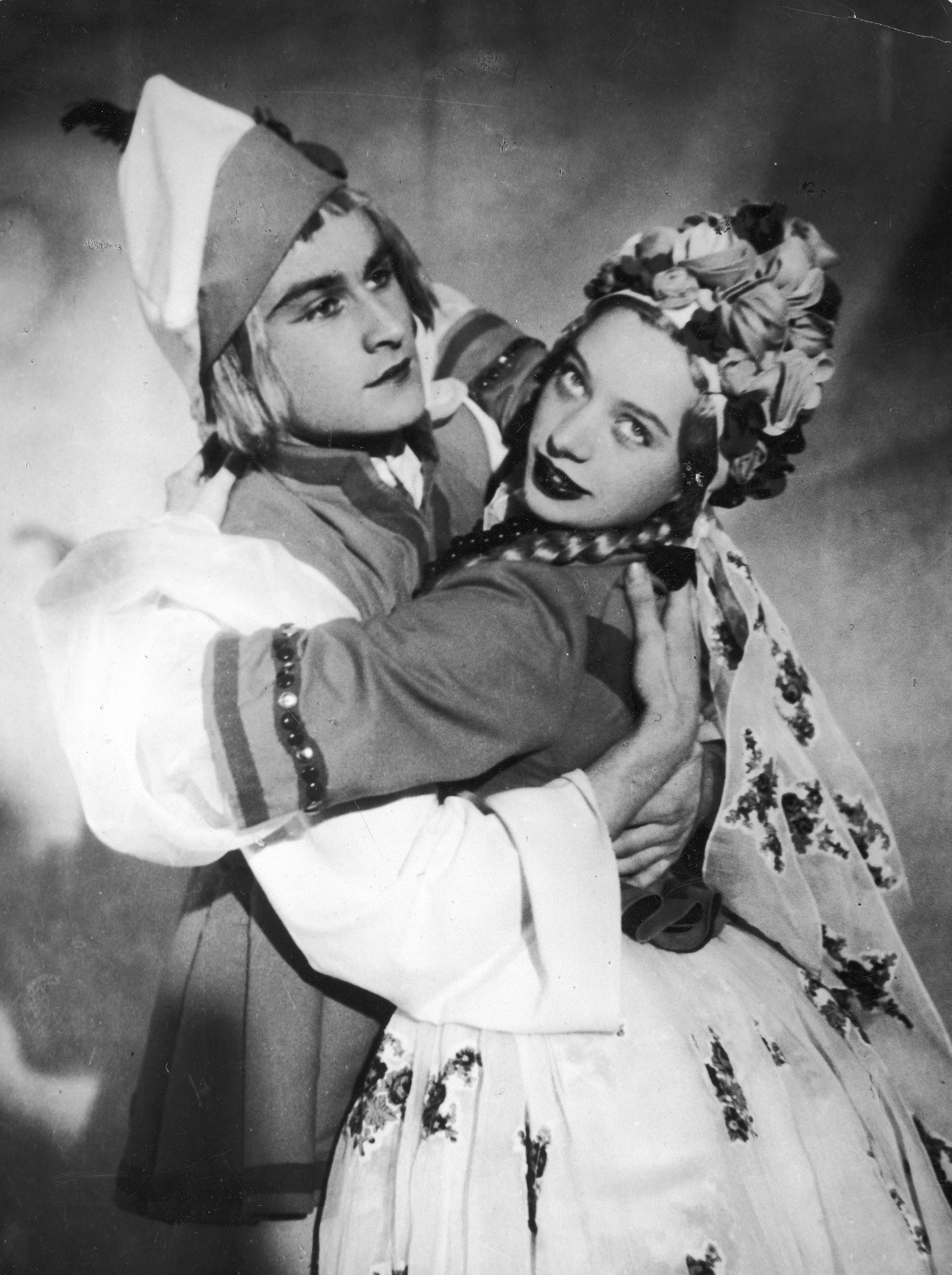
Tancerze Zbigniew Kiliński i Olga Glinkówna (1937–1939).

Syn Franciszka, również wybitnego tancerza-choreografa. Ukończył w 1934 szkołę baletową przy Teatrze Wielkim w Warszawie. Od 1935 był solistą Baletu Polskiego Feliksa Parnella, od 1937 do 1939 był pierwszym solistą w Polskim Balecie Reprezentacyjnym Leona Wójcikowskiego. W 1937 współpracował z teatrem Wielka Rewia w Warszawie, w którym występował jako tancerz, m.in. u boku Feliksa Parnella, Zizi Halamy, Miry Zimińskiej i Jana Kaplińskiego.
Podczas okupacji niemieckiej był żołnierzem AK, oraz tancerzem i choreografem w warszawskich teatrach jawnych, m.in. w Teatrze Rozmaitości Jar, Teatrze m.st. Warszawy oraz w Teatrze Popularnym. Współpracował także z Operą Towarzystwa Przyjaciół Opery w Krakowie.
Po wyzwoleniu tańczył w Warszawie, Pradze i ponownie w zespole Feliksa Parnella. W latach 1945–1947 był solistą baletu i pedagogiem w zespole artystycznym Domu Wojska Polskiego. W latach 1951–1985 pracował jako tancerz-solista, choreograf oraz kierownik baletu w Filharmonii i Operze w Warszawie (Teatr Wielki – Opera Narodowa). Równocześnie, w latach 1960–1968 był kierownikiem artystycznym Państwowej Średniej Szkoły Baletowej. Przez wiele lat był choreografem Państwowego Zespołu Pieśni i Tańca „Mazowsze”. W latach 1970–1973 był nauczycielem polskich tańców w Legat Ballet School w Londynie.
Wystąpił jako tancerz w filmie krótkometrażowym Epizod (1957). Stworzył choreografię do filmu Marysia i Napoleon (1966) i spektaklu Teatru Telewizji Opowieść o żołnierzu (1958).
Był zasłużonym członkiem Związku Artystów Scen Polskich.
Mąż Florentyny z domu Puch (zm. 2001).
Zmarł w Warszawie, pochowany na cmentarzu Bródnowskim (kwatera 49D-4-24)

## Ordery i odznaczenia
- Krzyż Oficerski Orderu Odrodzenia Polski (1959)
- Krzyż Kawalerski Orderu Odrodzenia Polski (1956)
- Złoty Krzyż Zasługi (1954)[1]
- Medal 10-lecia Polski Ludowej (1955)[6]
- Odznaka „Zasłużony Działacz Kultury” (1967)[7]
- Honorowa Odznaka ZAiKS-u (1986)[8]

Źródło:.

## Przypisy

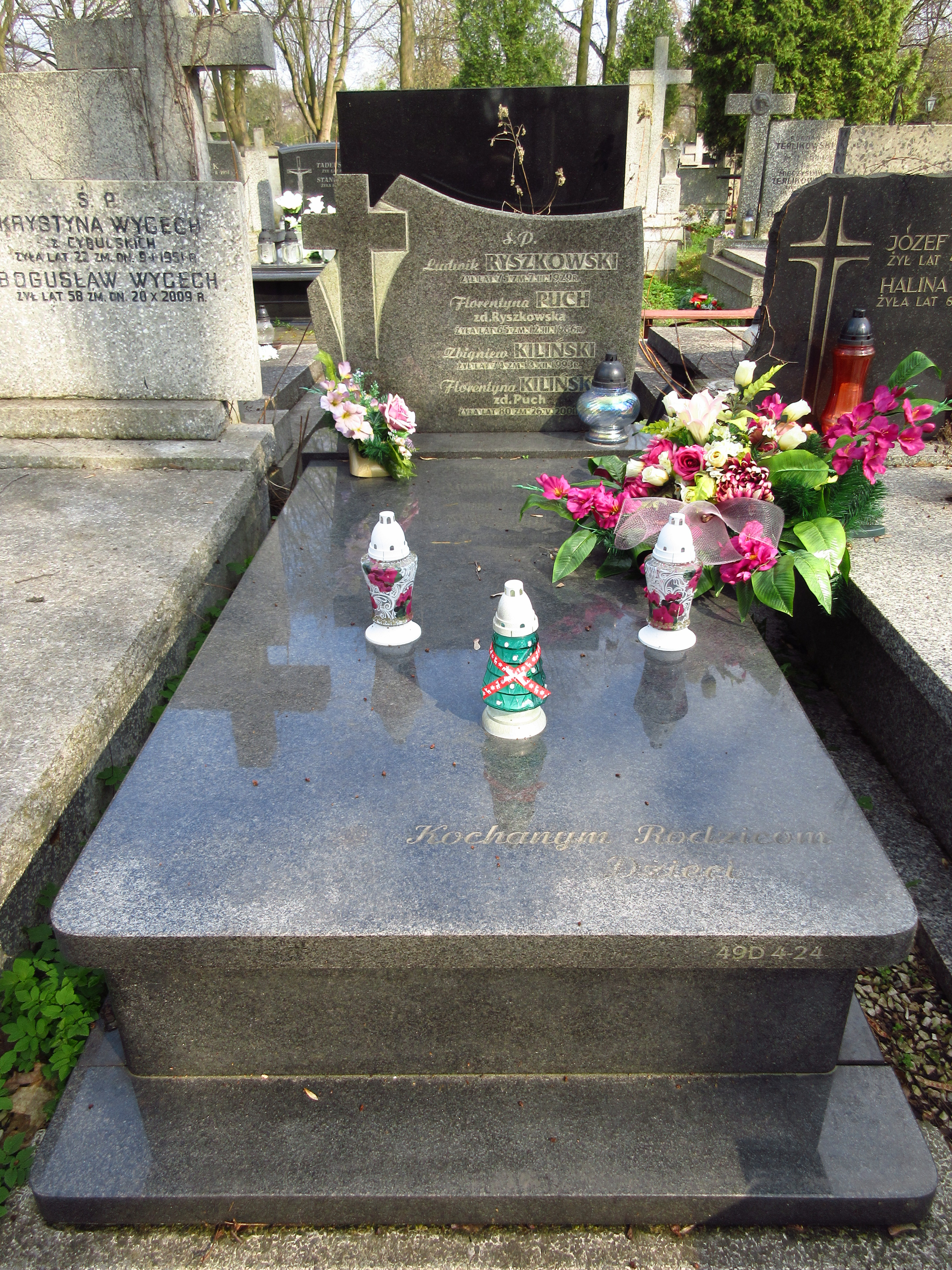
Grób Zbigniewa Kilińskiego na cmentarzu Bródnowskim